# أنطون نيستروم
انطون نيستروم (بالسويدية: Anton Nyström) (و. 1842 – 1931 م) هو طبيب، ومربي، وكاتب، وطبيب نفسي، من السويد، ولد في غوتنبرغ، توفي في ستوكهولم، عن عمر يناهز 89 عاماً.